# Aavik-museum
Het Aavik-Museum is een museumwoning in Estse stad Kuressaare. Het museum heeft een permanente tentoonstelling over het leven van de Estische taalhervormer Johannes Aavik en zijn neef, organist Joosep Aavik. Het museum opende op 19 juni 1992 en werd 2015 grondig gerenoveerd. Het museum wordt beheerd door de stichting Saaremaa museum.
Kasteel Kuressaare · Aavik-museum · Mihkli boerderijmuseum